# La Genevraye
La Genevraye är en kommun i departementet Seine-et-Marne i regionen Île-de-France i norra Frankrike. Kommunen ligger i kantonen Nemours som tillhör arrondissementet Fontainebleau. År 2022 hade La Genevraye 827 invånare.

## Befolkningsutveckling
Antalet invånare i kommunen La Genevraye
| Referens: INSEE |